# Loch Awe
Loch Awe (Schots Gaelisch: Loch Obha), soms ook verengelsd als Lochawe, Lochaw of Lochow, is een groot zoetwatermeer in Argyll and Bute in de Schotse Hooglanden. Het heeft ook zijn naam gegeven aan een dorp aan de oevers, dat bekend staat als Loch Awe of Lochawe. Er liggen eilanden in het loch, zoals Innis Chonnell en Inishail.

## Het loch
Het is het op twee na grootste zoetwatermeer in Schotland met een oppervlakte van 38,5 vierkante kilometer. Het is het langste zoetwatermeer in Schotland en meet 41 kilometer van begin tot eind met een gemiddelde breedte van een kilometer. Het loch loopt ongeveer van zuidwest naar noordoost, ongeveer parallel aan de twee zeearmen Loch Etive en Loch Fyne. Via de rivier de Awe en Loch Etive mondt het vanaf het noordelijke uiteinde uit in westelijke richting en zo in de Atlantische Oceaan. Aan het smalste deel van het loch liggen North Port (Taychreggan Hotel) en South Port (Portsonachan Hotel). Ooit werd dit gebied gebruikt door veedrijvers en er voer een veerboot tussen deze oevers om de oversteek naar markten verderop te vergemakkelijken. De trans-Atlantische kabel, die door het dorp Kilchrenan loopt, werd in 1955 op dit punt aangelegd. Er is een aquacultuurgebied naast het loch bij Braevallich.

## Waterkrachtcentrales
Loch Awe is de locatie van twee waterkrachtcentrales:
- Inverawe Power Station (eigendom van SSE), een conventionele waterkrachtcentrale in de River Awe bij de Awe Barrage
- Cruachan Power Station, een pompcentrale vanuit een kunstmatig meer boven Loch Awe

Bij Balliemeanoch wordt gewerkt aan een derde waterkrachtcentrale.

## Toerisme
Loch Awe staat bekend om het vissen op forel. Zalm passeert het loch, komt langs de stuw in de River Awe en mondt uit in de rivier de Orchy. Loch Awe bevat verschillende kasteelruïnes op eilanden en aan de noordkant staat een van de meest gefotografeerde kastelen van Schotland, Kilchurn Castle, dat in de zomer bezocht kan worden door een korte boottocht of door een wandeling van 800 meter vanaf een kleine parkeerplaats net na de brug over de rivier de Orchy. St Conan's Kirk en Chapel of St Fyndoca liggen in Loch Awe.

## Geschiedenis
Een van de oudste clans van Argyll, de Macarthurs, bezat landerijen rond Loch Awe die dicht bevolkt waren met MacGregors, Campbells en Stewarts. Voorwerpen van de Clan Macarthurs, waaronder het hemelbed, worden bewaard in Inveraray Castle.
Het was vanuit Loch Awe en omgeving dat Clan Campbell zich vestigde als een machtige familie. In 1308 versloeg Robert the Bruce de Clan MacDougall in de Slag bij de Pass of Brander stroomafwaarts van het loch.

## Omgeving
De A85 en de West Highland Line lopen langs de noordelijke oever van het loch en de A819 volgt de zuidoostelijke oever voor een klein stukje tot aan het dorp Cladich. Vanaf daar loopt de enkelbaans B840 voor de resterende afstand naar de kop van het loch bij Ford en sluit dan aan op de A816 een klein stukje ten noorden van Kilmartin. Op dezelfde manier loopt aan de noordwestkant een niet-geclassificeerde enkelbaans weg over de hele lengte van de A85 in Taynuilt naar Ford.

### Het dorp Lochawe en het treinstation Loch Awe
Aan de noordelijke punt van het Loch werd in 1880 een treinstation geopend toen de Callander en Oban Railway die kant op kwam en er een groot luxe hotel werd gebouwd (Loch Awe Hotel, 1871). Er is ook de Ben Cruachan Inn die vroeger het koetshuis voor het hotel was. Rond het hotel is een dorp ontstaan, dat in wezen langs de enkele strook loopt die door de A85 wordt afgebakend. Vroeger voer er een stoomboot op het loch vanaf de pier net onder het hotel, die stopte in Portsonachan, Taycreggan, Eredine en Ford. In het dorp staat nu St Conan's Kirk, een van de interessantste stukken kerkarchitectuur in Schotland. Verwarrend genoeg heet het treinstation Loch Awe, terwijl het dorp Lochawe heet. De schrijfster Mary Stewart woonde de laatste decennia van haar lange leven in haar huis in Lochard, House of Letterawe.